# Письменный, Владимир Васильевич
Владимир Васильевич Письменный (1904—1940) — старший лейтенант Рабоче-крестьянской Красной Армии, участник советско-финской войны, Герой Советского Союза (1940).

## Биография
Владимир Письменный родился 12 июня 1904 года в Севастополе. Получил среднее техническое образование. В 1939 году Письменный был призван на службу в Рабоче-крестьянскую Красную Армию. В том же году он окончил пехотное училище. Участвовал в боях советско-финской войны, будучи командиром батальона 588-го стрелкового полка 90-й стрелковой дивизии 13-й армии Северо-Западного фронта.
13 февраля 1940 года в районе деревни Мерка батальон Письменного прошёл в финский тыл и атаковал противника, чем способствовал успеху наступления основных сил. В том бою Письменный погиб.
Указом Президиума Верховного Совета СССР от 7 апреля 1940 года за «образцовое выполнение боевых заданий командования на фронте борьбы с финской белогвардейщиной и проявленные при этом отвагу и геройство» старший лейтенант Владимир Письменный посмертно был удостоен высокого звания Героя Советского Союза. Также посмертно был награждён орденом Ленина.